# Markotabödöge
Markotabödöge là một thị trấn thuộc hạt Győr-Moson-Sopron, Hungary. Thị trấn này có diện tích 16,29 km², dân số năm 2010 là 446 người, mật độ 27 người/km².